# Persone di nome František
| Questa pagina contiene informazioni ricavate automaticamente dalle voci biografiche con l'ausilio del template Bio e di un bot. L'aggiornamento è periodico e automatico e ricostruisce completamente la pagina. Se manca una persona in questa lista, sei pregato di non aggiungerla, ma accertati piuttosto che la sua voce biografica contenga il template Bio e che i dati anagrafici siano correttamente compilati. Se il template Bio manca, inseriscilo tu stesso o, in alternativa, metti l'avviso {{tmp\|Bio}} che ne segnala la mancanza. Se i dati riportati sono sbagliati, correggi direttamente la voce biografica; le modifiche saranno visibili in questa lista entro pochi giorni. Per chiarimenti vedi il progetto antroponimi. La lista contiene solo le 138 persone che sono citate nell'enciclopedia e per le quali è stato implementato correttamente il template Bio. Pagina aggiornata al 16 ott 2024. |

Questa è una lista di persone presenti nell'enciclopedia che hanno il prenome František, suddivise per attività principale.

## Allenatori di calcio(5)
- František Fadrhonc, allenatore di calcio cecoslovacco (Nymburk, n. 1914 - Nicosia, † 1981)
- František Havránek, allenatore di calcio e calciatore cecoslovacco (Bratislava, n. 1923 - † 2011)
- František Komňacký, allenatore di calcio e ex calciatore cecoslovacco (Želetice, n. 1951)
- František Sedláček, allenatore di calcio e calciatore cecoslovacco (n. 1898 - Praga, † 1973)
- František Straka, allenatore di calcio e ex calciatore ceco (České Budějovice, n. 1958)

## Allenatori di tennis(1)
- František Čermák, allenatore di tennis e ex tennista ceco (Valtice, n. 1976)

## Architetti(2)
- František Blažek, architetto ceco (n. 1863 - † 1944)
- František Kaňka, architetto ceco (Praga, n. 1674 - Praga, † 1766)

## Arcivescovi cattolici(2)
- František Xaver Klobušický, arcivescovo cattolico slovacco (Prešov, n. 1707 - Pest, † 1760)
- František Pištěk, arcivescovo cattolico ceco (Sedlec-Prčice, n. 1786 - Leopoli, † 1846)

## Astronomi(1)
- František Nušl, astronomo e matematico ceco (Jindřichův Hradec, n. 1867 - Praga, † 1951)

## Attori(1)
- František Velecký, attore slovacco (Zvolen, n. 1934 - Bratislava, † 2003)

## Aviatori(2)
- František Malkovský, aviatore e militare cecoslovacco (Bystřice, n. 1897 - Karlovy Vary, † 1930)
- František Novák, aviatore e militare cecoslovacco (Sokoleč, n. 1902 - Parigi, † 1940)

## Biatleti(1)
- František Chládek, ex biatleta cecoslovacco (Vsetín, n. 1958)

## Calciatori(47)
- František Bolček, calciatore slovacco (n. 1920 - † 1968)
- František Bragagnola, calciatore cecoslovacco (Kladno, n. 1927 - † 2020)
- František Cipro, calciatore e allenatore di calcio cecoslovacco (Jihlava, n. 1947 - † 2023)
- František Císař, calciatore cecoslovacco (n. 1901 - † 1928)
- František Dřížďal, calciatore ceco (n. 1978)
- František Fait, calciatore cecoslovacco (n. 1906 - † 2002)
- František Hadviger, ex calciatore slovacco (n. 1976)
- František Hochmann, calciatore cecoslovacco (Praga, n. 1904 - † 1986)
- František Hojer, calciatore cecoslovacco (Praga, n. 1896 - † 1940)
- František Ipser, calciatore cecoslovacco (Chrudim, n. 1927 - † 1999)
- František Jakubec, calciatore cecoslovacco (Český Brod, n. 1956 - † 2016)
- František Jirásek, calciatore boemo (n. 1885 - † 1941)
- František Junek, calciatore cecoslovacco (Karlín, n. 1907 - Praga, † 1970)
- František Kloz, calciatore e allenatore di calcio cecoslovacco (Mlékosrby, n. 1905 - Louny, † 1945)
- František Kolenatý, calciatore cecoslovacco (Praga, n. 1900 - † 1956)
- František Kopřiva, calciatore cecoslovacco (n. 1901 - † 1962)
- František Krejčí, calciatore cecoslovacco (Praga, n. 1898 - † 1975)
- František Krištofík, calciatore slovacco (n. 1920 - † 1993)
- František Kubík, calciatore slovacco (Prievidza, n. 1989)
- František Kunzo, ex calciatore cecoslovacco (Spišský Hrušov, n. 1954)
- František Mareš, calciatore cecoslovacco (n. 1910 - † 1942)
- František Matys, calciatore cecoslovacco (n. 1923 - † 1986)
- František Metelka, calciatore ceco (Vítkov, n. 1980)
- František Mysliveček, ex calciatore ceco (n. 1965)
- František Nejedlý, calciatore cecoslovacco (Libušín, n. 1907 - † 1979)
- František Pelcner, calciatore cecoslovacco (Praga, n. 1909 - † 1985)
- František Peyr, calciatore cecoslovacco (Praga, n. 1896 - † 1955)
- František Plach, calciatore slovacco (Žilina, n. 1992)
- František Plánička, calciatore cecoslovacco (Praga, n. 1904 - Praga, † 1996)
- František Plodr, calciatore cecoslovacco (n. 1896 - † 1957)
- František Rajtoral, calciatore ceco (Příbram, n. 1986 - Gaziantep, † 2017)
- František Rosmaisl, calciatore boemo (n. 1884 - † 1945)
- František Ryšavý, calciatore cecoslovacco (n. 1900 - † 1976)
- František Šafránek, calciatore cecoslovacco (Praga, n. 1931 - Praga, † 1987)
- František Schmucker, calciatore cecoslovacco (Jarovce, n. 1940 - Ostrava, † 2004)
- František Ševinský, ex calciatore ceco (Praga, n. 1979)
- František Štambachr, ex calciatore cecoslovacco (Čebín, n. 1953)
- František Stehlík, calciatore cecoslovacco (Praga, n. 1904 - † 1939)
- František Šterc, calciatore cecoslovacco (Šlapanice, n. 1912 - † 1978)
- František Svoboda, calciatore cecoslovacco (Vienna, n. 1906 - † 1948)
- František Tyrpekl, calciatore cecoslovacco (Rokycany, n. 1905 - † 1985)
- František Veselý, calciatore cecoslovacco (Praga, n. 1943 - † 2009)
- František Vlk, calciatore cecoslovacco (Říčany, n. 1925 - † 2003)
- František Vysocký, calciatore slovacco (Levoča, n. 1921 - Levoča, † 1986)
- František Zlámal, ex calciatore cecoslovacco (n. 1948)
- František Řitička, calciatore cecoslovacco (n. 1910 - † 1992)
- František Štěpán, calciatore cecoslovacco (Kročehlavy, n. 1920 - † 2007)

## Canoisti(1)
- František Čapek, canoista cecoslovacco (Branice, n. 1914 - Praga, † 2008)

## Cardinali(2)
- František Herzan von Harras, cardinale e vescovo cattolico ceco (Praga, n. 1735 - Vienna, † 1804)
- František Tomášek, cardinale e arcivescovo cattolico ceco (Studénka, n. 1899 - Praga, † 1992)

## Cavalieri(1)
- František Ventura, cavaliere cecoslovacco (Vysoké Mýto, n. 1894 - Praga, † 1969)

## Cestisti(5)
- František Hájek, cestista e allenatore di pallacanestro cecoslovacco (Praga, n. 1915 - † 2001)
- František Konvička, ex cestista e allenatore di pallacanestro cecoslovacco (Okříšky, n. 1939)
- František Picek, cestista cecoslovacco (n. 1912 - † 2007)
- František Pokorný, cestista cecoslovacco (Zlín, n. 1933 - Blansko, † 2014)
- František Stibitz, cestista, pallavolista e dirigente sportivo cecoslovacco (Kolín, n. 1917 - † 2008)

## Ciclisti su strada(1)
- František Raboň, ex ciclista su strada e mountain biker ceco (Praga, n. 1983)

## Combinatisti nordici(3)
- František Máka, ex combinatista nordico ceco (Jičín, n. 1968)
- František Repka, ex combinatista nordico cecoslovacco (Poprad, n. 1966)
- František Wende, combinatista nordico e saltatore con gli sci cecoslovacco (Svoboda nad Úpou, n. 1904 - Bad Harzburg, † 1968)

## Compositori(6)
- František Xaver Brixi, compositore e organista ceco (Praga, n. 1732 - Praga, † 1771)
- František Xaver Dušek, compositore e musicista ceco (Chotěborky, n. 1731 - Praga, † 1799)
- František Adam Míča, compositore ceco (Jaroměřice nad Rokytnou, n. 1746 - Vienna, † 1811)
- František Václav Míča, compositore ceco (Třebíč, n. 1694 - Jaroměřice nad Rokytnou, † 1744)
- František Škroup, compositore e direttore d'orchestra ceco (Osice, n. 1801 - Rotterdam, † 1862)
- František Ignác Antonín Tůma, compositore ceco (Kostelec nad Orlicí, n. 1704 - Vienna, † 1774)

## Direttori d'orchestra(1)
- František Jílek, direttore d'orchestra ceco (n. 1913 - † 1993)

## Dirigenti sportivi(1)
- František Sisr, dirigente sportivo, ex ciclista su strada e ex pistard ceco (Vysoké Mýto, n. 1993)

## Discoboli(1)
- František Janda-Suk, discobolo e pesista boemo (Postřižín, n. 1878 - Praga, † 1955)

## Drammaturghi(1)
- František Langer, drammaturgo ceco (Praga, n. 1888 - Praga, † 1965)

## Filologi(1)
- František Martin Pelcl, filologo ceco (Rychnov nad Kněžnou, n. 1734 - Praga, † 1801)

## Fondisti(1)
- František Donth, fondista cecoslovacco (Rokytnice nad Jizerou, n. 1904)

## Fotografi(1)
- František Drtikol, fotografo ceco (Příbram, n. 1883 - Praga, † 1961)

## Ginnasti(1)
- František Erben, ginnasta boemo (Praga, n. 1874 - Praga, † 1942)

## Hockeisti su ghiaccio(6)
- František Kaberle, ex hockeista su ghiaccio ceco (Kladno, n. 1973)
- František Kučera, ex hockeista su ghiaccio ceco (Praga, n. 1968)
- František Pospíšil, ex hockeista su ghiaccio ceco (Unhošť, n. 1944)
- František Procházka, hockeista su ghiaccio cecoslovacco (Brno, n. 1962 - Litvínov, † 2012)
- František Černík, ex hockeista su ghiaccio cecoslovacco (Nový Jičín, n. 1953)
- František Ševčík, hockeista su ghiaccio cecoslovacco (Vilémovice, n. 1942 - Brno, † 2017)

## Ingegneri(1)
- František Faltus, ingegnere ceco (n. 1901 - † 1989)

## Letterati(1)
- František Richard Osvald, letterato e presbitero slovacco (Hodruša-Hámre, n. 1845 - Trnava, † 1926)

## Medaglisti(1)
- František Chochola, medaglista, scultore e illustratore ceco (Kolín, n. 1943 - Amburgo, † 2022)

## Militari(1)
- František Alexandr Zach, militare ceco (Brno, n. 1807 - Brno, † 1892)

## Nuotatori(1)
- František Černík, nuotatore e pallanuotista cecoslovacco (Praga, n. 1900 - Praga, † 1982)

## Pallamanisti(1)
- František Králík, pallamanista cecoslovacco (Zlín, n. 1942 - Hranice, † 1974)

## Pallanuotisti(4)
- František Franěk, pallanuotista cecoslovacco (Praga, n. 1901 - Praga, † 1973)
- František Getreuer, pallanuotista cecoslovacco (n. 1906 - Dachau, † 1945)
- František Kůrka, pallanuotista cecoslovacco (Praga, n. 1903 - Praga, † 1952)
- František Schulz, pallanuotista cecoslovacco (Praga, n. 1909 - † 1944)

## Pallavolisti(1)
- František Ogurčák, pallavolista slovacco (Spišská Nová Ves, n. 1984)

## Patrioti(1)
- František Ladislav Rieger, patriota ceco (Semily, n. 1818 - Praga, † 1903)

## Pesisti(1)
- František Douda, pesista e discobolo cecoslovacco (Planá nad Lužnicí, n. 1908 - † 1990)

## Piloti motociclistici(1)
- František Šťastný, pilota motociclistico cecoslovacco (Kochánky, n. 1927 - † 2000)

## Pistard(1)
- František Hirsche, pistard boemo (Praga, n. 1878 - Brandýs nad Labem, † 1971)

## Pittori(2)
- František Kupka, pittore ceco (Opočno, n. 1871 - Puteaux, † 1957)
- František Studený, pittore e grafico slovacco (Nová Ves nad Žitavou, n. 1911 - Bratislava, † 1980)

## Poeti(4)
- František Bass, poeta cecoslovacco (Brno, n. 1930 - Campo di concentramento di Auschwitz, † 1944)
- František Ladislav Čelakovský, poeta ceco (Strakonice, n. 1799 - Praga, † 1852)
- František Halas, poeta, scrittore e traduttore ceco (Brno, n. 1901 - Praga, † 1949)
- František Hrubín, poeta e scrittore ceco (Praga, n. 1910 - České Budějovice, † 1971)

## Politici(3)
- František Jehlička, politico, saggista e presbitero slovacco (Kúty, n. 1879 - Vienna, † 1939)
- František Skyčák, politico, imprenditore e banchiere slovacco (Klin, n. 1870 - Pohranice, † 1953)
- František Udržal, politico cecoslovacco (Dolní Roveň, n. 1866 - Praga, † 1938)

## Registi(2)
- František Čáp, regista e sceneggiatore cecoslovacco (Čelákovice, n. 1913 - Ancarano, † 1972)
- František Vláčil, regista e sceneggiatore ceco (Český Těšín, n. 1924 - Praga, † 1999)

## Saltatori con gli sci(1)
- František Jež, ex saltatore con gli sci ceco (Valašské Meziříčí, n. 1970)

## Schermidori(1)
- František Vohryzek, schermidore cecoslovacco (Praga, n. 1907 - Montréal, † 1997)

## Scrittori(3)
- František Kožík, scrittore ceco (Uherský Brod, n. 1909 - Telč, † 1997)
- František Obžera, scrittore, drammaturgo e sceneggiatore slovacco (Bratislava, n. 1949)
- František Švantner, scrittore slovacco (Bystrá, n. 1912 - Praga, † 1950)

## Slittinisti(1)
- František Halíř, ex slittinista cecoslovacco (Jablonec nad Nisou, n. 1950)

## Storici(2)
- František Palacký, storico, politico e scrittore ceco (Hodslavice, n. 1798 - Praga, † 1876)
- František Víťazoslav Sasinek, storico e presbitero slovacco (Skalica, n. 1830 - Graz, † 1914)

## Tennisti(1)
- František Pála, ex tennista cecoslovacco (Velké Popovice, n. 1944)

## Tenori(1)
- František Sehling, tenore e musicista ceco (Toužim, n. 1715 - Praga, † 1774)

## Vescovi cattolici(2)
- František Václav Lobkowicz, vescovo cattolico ceco (Plzeň, n. 1948 - Ostrava, † 2022)
- František Radkovský, vescovo cattolico ceco (Třešť, n. 1939)

## Violinisti(3)
- František Benda, violinista e compositore ceco (Benatek an der Iser, n. 1709 - Potsdam, † 1786)
- František Ondříček, violinista e compositore ceco (Praga, n. 1857 - Milano, † 1922)
- František Xaver Pokorný, violinista e compositore ceco (Königstadtl, n. 1729 - Ratisbona, † 1794)

## Violisti(1)
- František Kočvara, violista, contrabbassista e compositore ceco (Praga - Londra, † 1791)

## Zoologi(1)
- František Miller, zoologo e insegnante cecoslovacco (Kročehlavy, n. 1902 - Brno, † 1983)